# Phanuphong Phonsa
Phanuphong Phonsa (thailändisch ภานุพงศ์ พลซา, * 3. Juni 1994 in Loei), auch als Dew (thailändisch ดิว) bekannt, ist ein thailändischer Fußballspieler.

## Karriere
Phanuphong Phonsa erlernte das Fußballspielen in der Schulmannschaft des Assumption College Sriracha in Si Racha. Seinen ersten Vertrag unterschrieb er beim Erstligisten Chonburi FC in Chonburi. Im ersten Jahr wurde er an den Drittligisten Phanthong FC ausgeliehen. 2014 erfolgte eine Ausleihe zum damaligen Erstligisten TOT SC, einem Verein, der im Norden der Hauptstadt Bangkok beheimatet war. Für die Rückserie 2017 wechselte er nach Buriram zum dortigen Top-Club Buriram United. Nach der Ausleihe kehrte er 2018 nach Chonburi zurück. Am Ende der Saison 2023/24 belegte er mit Chonburi den 14. Tabellenplatz und musste somit in die zweite Liga absteigen. Nach dem Abstieg verließ er Chonburi und schloss sich im Juni 2024 dem Erstligisten Khon Kaen United FC an. Am Ende der Saison 2024/25 wurde er mit Khon Kaen Tabellenletzter und musste somit in die zweite Liga absteigen.

## Erfolge
Buriram United
- Thailändischer Meister: 2017